# Charles Thomson Rees Wilson

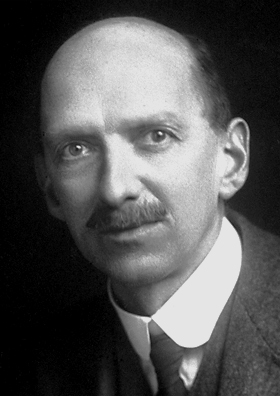
Charles Thomson Rees Wilson

Charles Thomson Rees Wilson (* 14. Februar 1869 im Parish Glencorse, Schottland; † 15. November 1959 in Carlops bei Edinburgh) war ein schottischer Physiker und Nobelpreisträger.

## Leben
Charles Thomson Rees Wilson wurde am 14. Februar 1869 als Sohn des Bauern John Wilson und dessen Frau Annie Clerk Harper im Parish Glencorse in der Grafschaft Midlothian bei Edinburgh geboren. Nach dem Tod seines Vaters 1873 zog er mit seiner Mutter nach Manchester. Nach dem Besuch einer Privatschule wurde er am Owen’s College, der heutigen Universität Manchester, ausgebildet – 1888 wechselte er an das Sidney Sussex College in Cambridge, an dem er 1892 seinen Abschluss machte. Mit dem Ziel Arzt zu werden besuchte er vorwiegend Kurse in Biologie. In Cambridge begann er sich vermehrt für physikalische und chemische Fragestellungen zu interessieren – seine Entscheidung sich von der Medizin abzuwenden könnte jedoch auch durch Balfour Stewart, den Physikprofessor am Owen’s College, beeinflusst worden sein.
Nach dem Studium arbeitete Wilson am Cavendish Laboratory und wurde 1900 Fellow des Sidney Sussex College, hielt Vorlesungen und führte Versuche vor. Er übernahm 1918 die Fortgeschrittenen-Vorlesungen in Praktischer Physik am Cavendish Laboratory. Er wurde 1913 zum meteorologischen Beobachter am Observatorium für Sonnenphysik auf dem Ben Nevis ernannt. Ab 1918 hielt er Vorlesungen in elektrischer Meteorologie und wurde 1925 zum Jacksonian Professor für Naturphilosophie ernannt.
Wilson heiratete 1908 die Pfarrerstochter Jessie Fraser und war Vater von vier Kindern, zwei Söhnen und zwei Töchtern. Er starb am 15. November 1959 in Carlops im Kreise seiner Familie.

## Werk
Nach der Beobachtung von Koronen und Glorien auf dem Ben Nevis im Spätsommer 1894 begann er zu versuchen diese Phänomene im Labor zu reproduzieren.

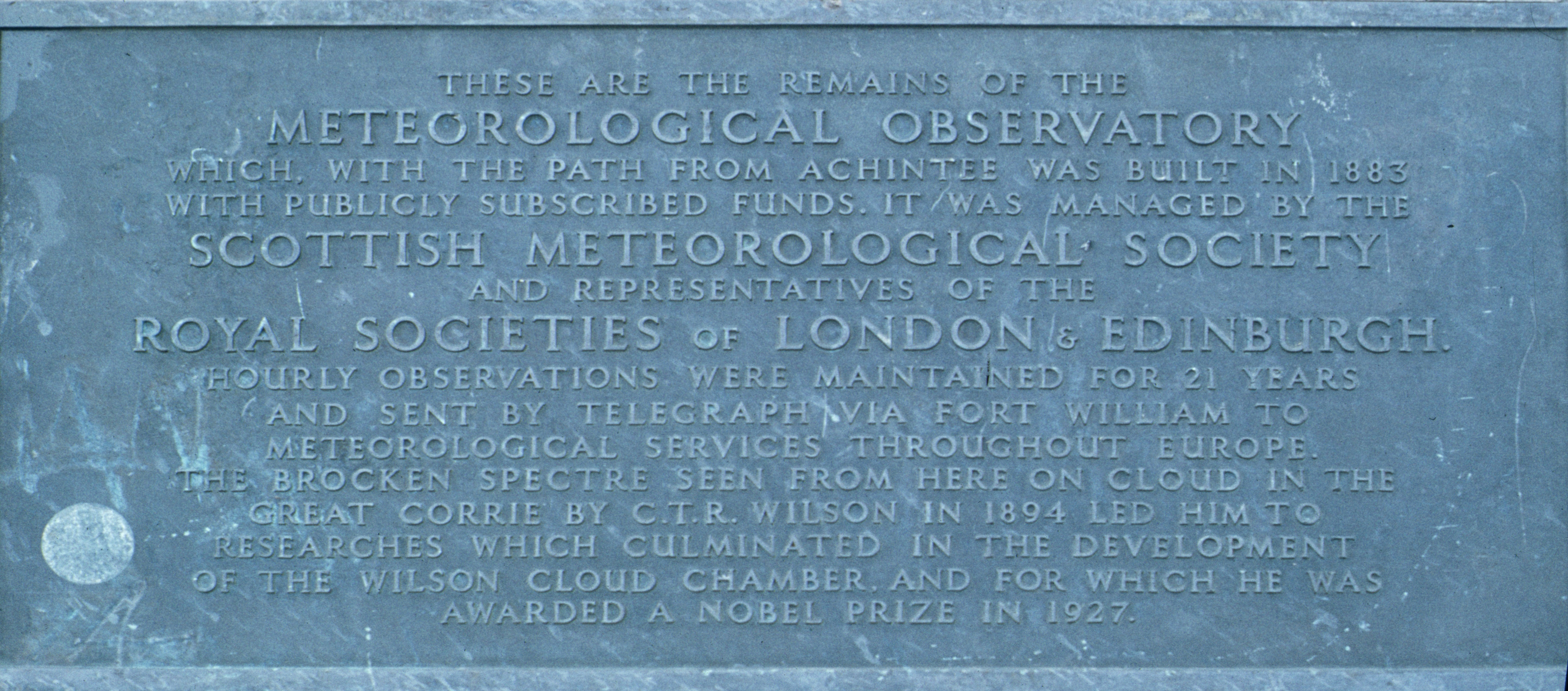
Gedenkplakette für das Ben Nevis Observatory und C. Wilsons Nebelkammer

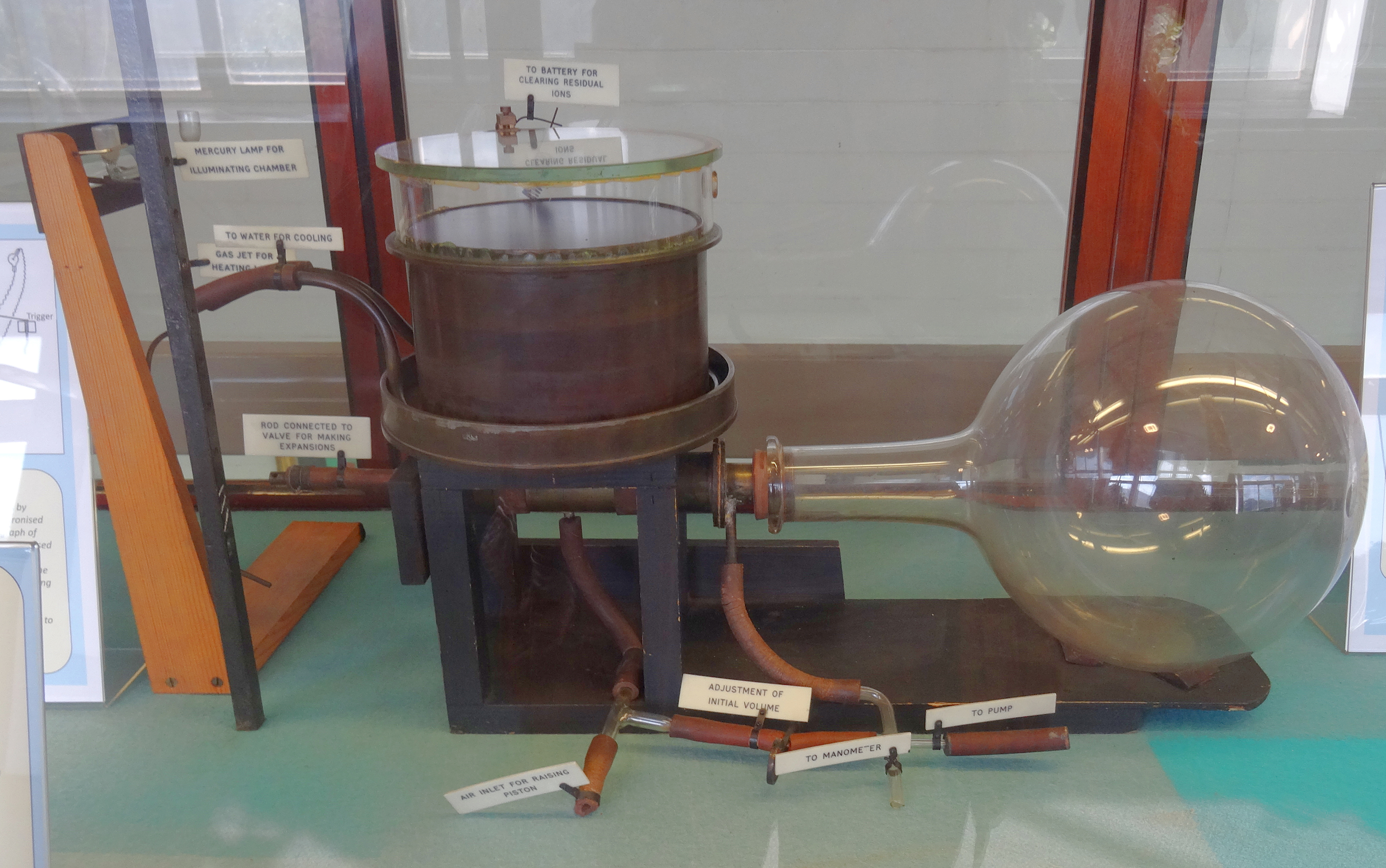
Die einzige originale Nebelkammer, mit der C.T.R. Wilson die Spuren von subatomaren Partikeln nachwies.

Bei seinen Versuchen mit feuchter, staubfreier Luft stellte er fest, dass sehr häufig eine Tropfenbildung stattfand. Nach einigen Monaten stellte er die Vermutung auf, dass es sich um eine Kondensation an kontinuierlich erzeugten Kernen handelt – möglicherweise Ionen, die auch für die Restleitfähigkeit der Atmosphäre verantwortlich sind. Diese Vermutung wurde 1896 erhärtet, als er einen Vorläufer der Nebelkammer den neu entdeckten X-Strahlen aussetzte, die zu einem starken (fast regenartigen) Anstieg der Tropfenbildung führte. In den folgenden Jahren widmete sich Wilson ausgiebigen Untersuchungen von Ionen als Kondensationskeimen, ab 1900 waren seine Forschungen jedoch aufgrund seiner umfangreichen Lehrtätigkeiten stark eingeschränkt. So konnte er erst 1911 mit einer weiterentwickelten Nebelkammer erstmals die Spuren einzelner Alpha- und Beta-Teilchen (=Elektronen) photographisch festhalten. In den folgenden Jahren konnte er diese Technik bis zur Perfektion weiterentwickeln, die 1923 in seine beiden legendären, hervorragend bebilderten Veröffentlichungen über die Bahnen von Elektronen mündete. Seine Technik wurde in weiten Teilen der Welt mit großem Erfolg angewendet, unter anderem von Blackett und Kapitsa in Cambridge, von Irène Curie und Auger in Paris und von Bothe und Meitner in Berlin.
Für die Entwicklung der nach ihm benannten Wilsonschen Nebelkammer zum Nachweis von ionisierender Strahlung wurde er zusammen mit Arthur Compton, der den Comptoneffekt mit Hilfe einer Nebelkammer zweifelsfrei nachweisen konnte, 1927 mit dem Nobelpreis für Physik ausgezeichnet.
Nach ihm benannt ist auch die Wilson-Wolke, eine Wolke aus Wassernebel, die infolge der Druckänderungen bei einer starken Explosion entsteht.

## Auszeichnungen
- Mitglied („Fellow“) der Royal Society, 1900
- Mitglied der Royal Society of Edinburgh, 1902[3]
- Hughes-Medaille der Royal Society, 1911
- Hopkins-Preis, Cambridge Philosophical Society, 1920
- Gunning-Preis, Royal Society of Edinburgh, 1921
- Royal Medal der Royal Society, 1922
- Howard N. Potts Medal, Franklin Institute, 1925
- Nobelpreis für Physik, 1927
- Copley-Medaille, Royal Society, 1935

Der Mondkrater Wilson ist nach ihm sowie dem schottischen Astronomen Alexander Wilson und dem US-amerikanischen Astronomen Ralph Elmer Wilson benannt.